# Taťjana Samojlovová
Taťjana Jevgeněvna Samojlovová (rusky Татьяна Евгеньевна Самойлова; 4. května 1934 Leningrad – 4. května 2014 Moskva) byla ruská divadelní a filmová herečka. Jejími nejvýznamnějšími filmovými rolemi byly hlavní role ve filmech Jeřábi táhnou v roce 1957 a Anna Karenina v roce 1967.

## Život
Taťjana Samojlovová se narodila v Leningradě v roce 1934, jejím otcem byl herec Jevgenij Valerianovič Samojlov a matkou Zinaida rozená Levinová. Jejím prastrýcem byl Konstantin Sergejevič Stanislavskij.
V roce 1937 se celá rodina přestěhovala do Moskvy, kde otec začal pracovat u Vsevoloda Emiljeviče Mejercholda.
Samojlovová vystudovala herectví na Ruské akademii divadelního umění a hrála v několika divadlech, mj. ve Vachtangovově divadle.
Ve filmu se poprvé objevila v roce 1956. Mezinárodní proslulost jí ale přinesla až role Veroniky ve filmu Jeřábi táhnou v roce 1957, za které získala ocenění na filmovém festivalu v Cannes.